# Andreas Senn (Regisseur)

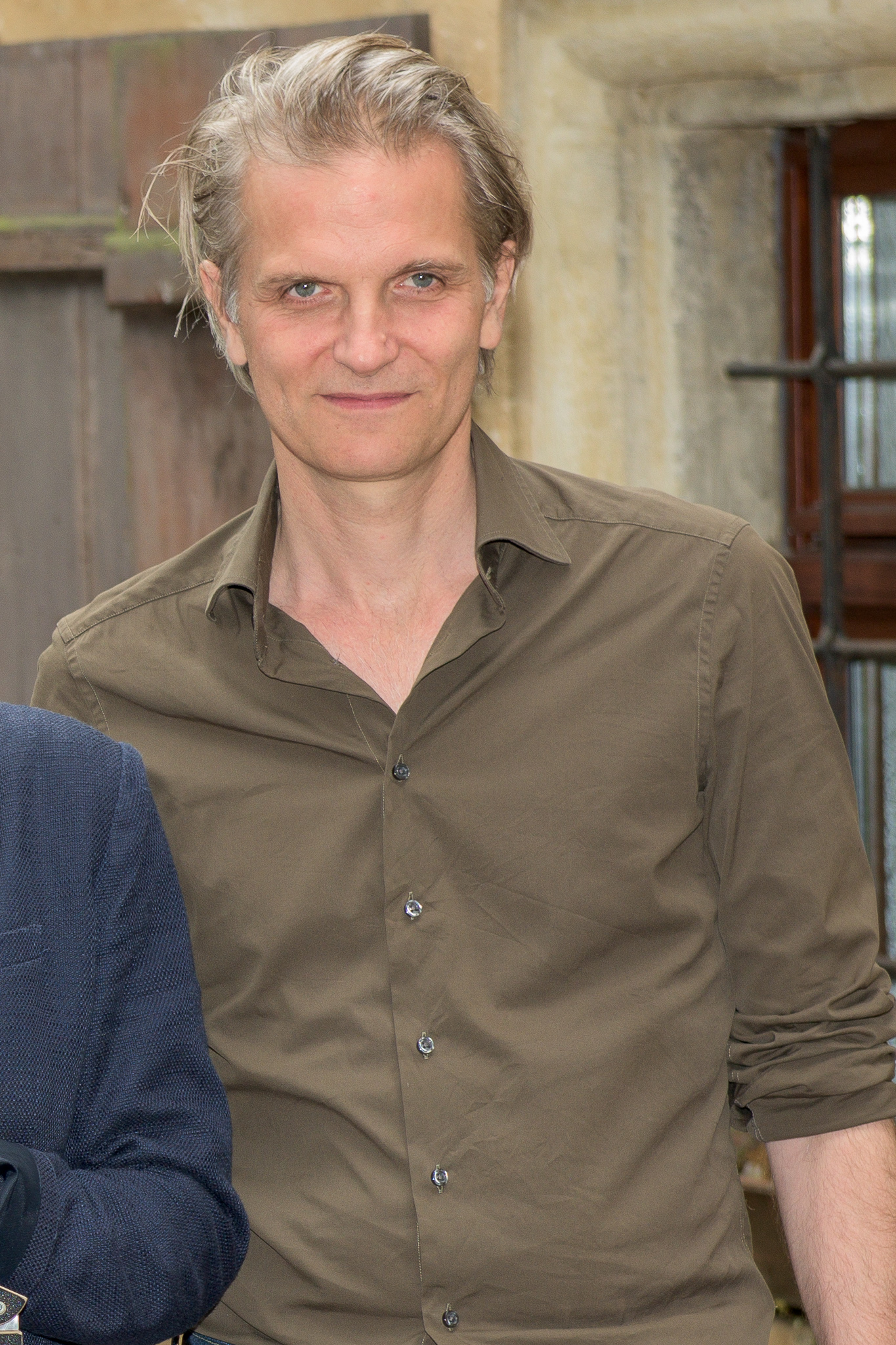
Andreas Senn (2015)

Andreas Senn (* 6. Januar 1965 in Basel) ist ein Schweizer Film- und Fernsehregisseur.

## Leben
Senn absolvierte von 1986 bis 1990 ein Studium an der Hochschule für bildende Künste Hamburg, das er mit dem Filmdiplom abschloss. Im Anschluss drehte er zunächst einige Kurz- und Werbefilme. Seit Mitte der 1990er Jahre arbeitet er für das Fernsehen. Er ist Mitglied im Bundesverband Regie (BVR) und lebt in Berlin.

## Filmografie (Auswahl)
- 2002: Sternenfänger (Fernsehserie; Episoden 1–8)
- 2002–2006: Abschnitt 40 (Fernsehserie; 10 Episoden)
- 2004: Das Zimmermädchen und der Millionär
- 2006: Tatort: Der Lippenstiftmörder
- 2007: Mein Mörder kommt zurück
- 2008: Willkommen zu Hause
- 2009: Mein Flaschengeist und ich
- 2009: Tatort: Vermisst
- 2009: Über den Tod hinaus
- 2012: Verfolgt – Der kleine Zeuge
- 2013: Tatort: Kaltblütig
- seit 2013: Letzte Spur Berlin (Fernsehserie; 3 Episoden)
- 2014: Kein Entkommen
- 2014: Tatort: Das verkaufte Lächeln
- 2015: Bella Block: Die schönste Nacht des Lebens
- 2016: Tatort: Das Recht, sich zu sorgen
- 2017: Kommissarin Heller: Verdeckte Spuren
- seit 2017: Der Kommissar und …
  - 2017: … das Kind
  - 2020: … Die Wut
  - 2022: … die Eifersucht
  - 2024: … die Angst
- 2017: Harter Brocken: Der Bankraub
- 2018: Tatort: Friss oder stirb
- 2019: Der Usedom-Krimi: Träume
- 2021: Unbroken (Mini-Serie)

## Auszeichnungen (Auswahl)
- 2009: Goldene Magnolie für Willkommen zu Hause, Shanghai Television Festival[4]
- 2008: Deutscher Fernsehkrimipreis, Publikumspreis für Mein Mörder kommt zurück
- 2003 und 2004: Deutscher Fernsehpreis jeweils in der Kategorie „Beste Fernsehserie“ für Abschnitt 40-Episoden[4]